# Béton tabby

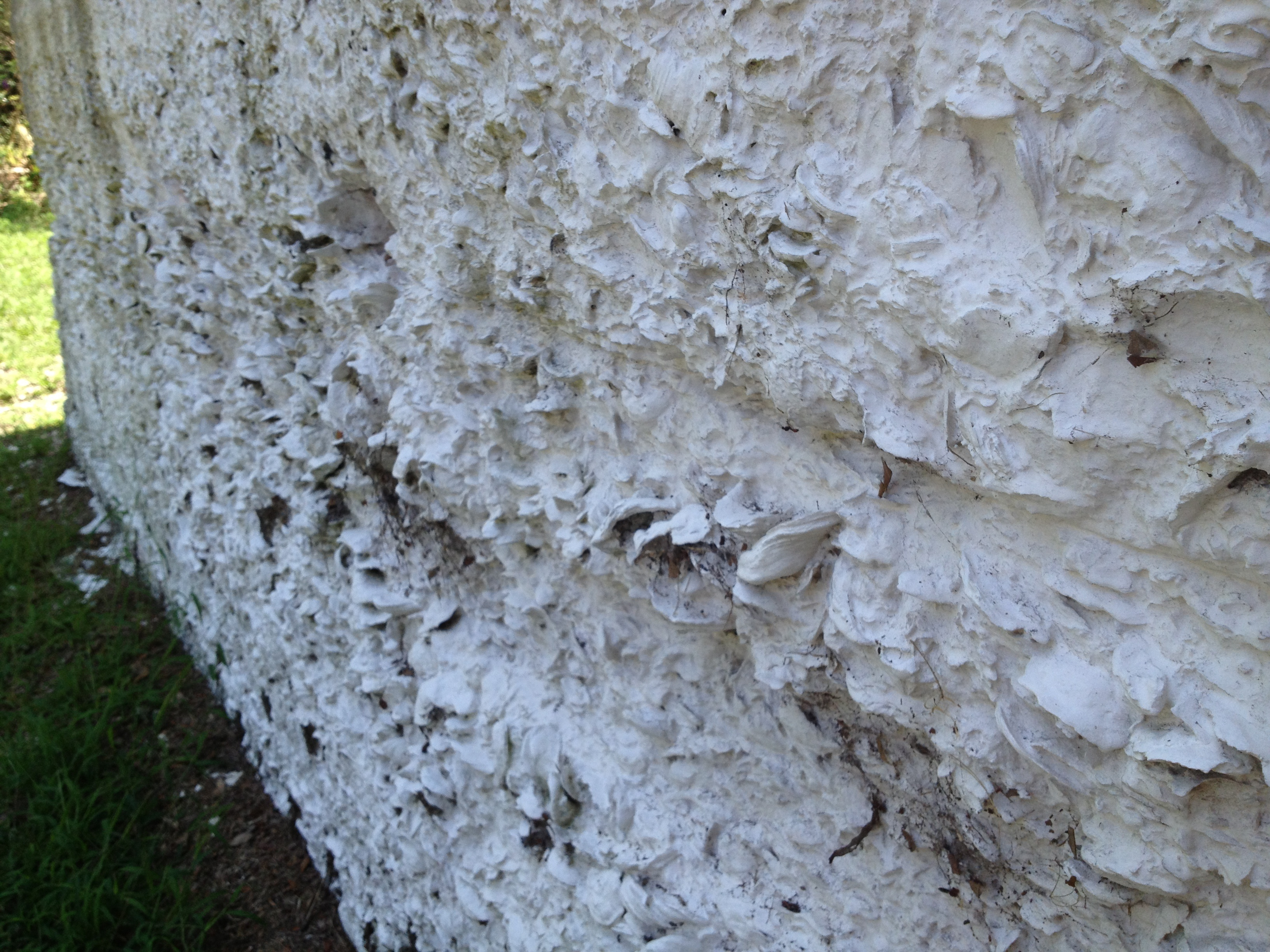
Murs en béton Tabby d'origine. Logement d'esclaves à Kingsley Plantation dans l'île de Fort George en Floride, États-Unis (1814)

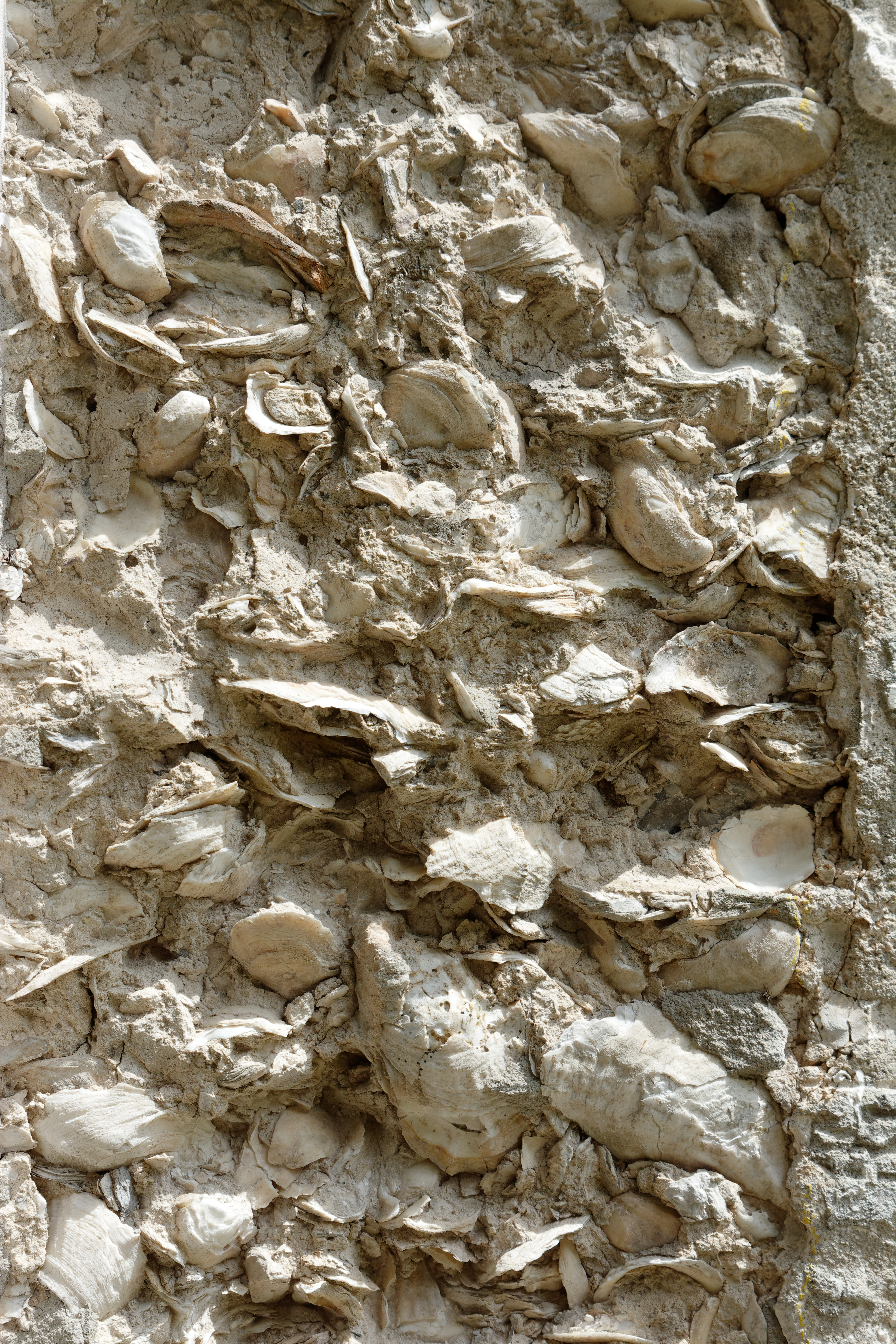
Tabby à Hamilton Plantation. Maison d'esclaves à l'île de Saint-Simon en Géorgie

Le béton de coquillage (en anglais: tabby) se fabrique en incinérant des coquilles d'huître pour en faire de la chaux, mélangée ensuite à de l’eau, du sable, des cendres et des coquilles d’huître brisées. Le tabby fut employé par les premiers colons espagnols dans l’actuelle Caroline du Nord et la Floride, puis par les colons britanniques principalement sur la côte de la Caroline du Sud et la Géorgie, et à Sydney en Australie.
Le tabby connut des regains d'utilisation en direction du nord le long de la côte est des États-Unis jusqu’au début du XIXe siècle. Le tabby était habituellement recouvert de plâtre ou de stuc.